# Доходный дом Мельцеров
«Доходный дом Мельцеров» — пятиэтажный доходный дом в стиле модерн в Санкт-Петербурге, расположенный по адресу: Большая Конюшенная улица, 19. Дом построен по заказу М. Н. Мельцер архитектором Ф. И. Лидвалем в 1904—1905 годах.

## История создания
Здание построено по заказу вдовы потомственного почётного гражданина М. Н. Мельцер, после неё домом владел инженер Н. А. Мельцер — они были дальними родственниками архитектора Р. Ф. Мельцера.

## Описание
Дом расположен на пересечении Большой Конюшенной улицы (короткое крыло) и Волынского переулка (длинное крыло). Лидваль в своих решениях по декору фасадов опирался на окружающую дом среду. Фасад, выходящий на узкий Волынский переулок, оформлен достаточно скромно. Его стены шероховатые, тёмные с выделяющимися светлыми эркерами разной высоты и формы, контрастной полосой, ограничивающей верхний этаж. Парадный вход в дом акцентирован порталом из камня. Цоколь дома отделан силикатным кирпичом — Лидваль здесь применил новый материал, только начинавший использоваться в Петербурге. Фасад архитектор декорировал деталями, характерными для классицизма — это венки, картуши, гирлянды. Внушительно, динамично смотрится угловая часть здания в перспективе пересечения двух улиц. Два нижних этажа прорезаны витринами: изначально здесь размещались магазины «Кодак», предприятие, торговавшее автомобилями, конторские помещения. Динамики фасадам придают окна различной формы и размеров, разнообразная отделка поверхности, работающая на контрасте — гладкий камень облицовки сменяет грубый, часть поверхностей обработана зернистой штукатуркой. Облицовочный материал для дома Мельцеров поставило Финляндское акционерное общество разработки горшечного камня, располагавшееся в Вильманстранде.
Работа Лидваля над фасадом дома Мельцеров была оценена по достоинству: он получил серебряную медаль в 1907 году.